# R-Pharm

Logo der deutschen Tochter R-Pharm Germany

R-Pharm ist eines der wichtigsten russischen Pharmaunternehmen.
Es wurde 2001 von Alexei Repik gegründet und hat inzwischen über 3600 Mitarbeiter an 70 Standorten in 30 Ländern.
2014 hat die R-Pharm Germany GmbH die von der Heinrich Mack GmbH 1860 gegründete und 1971 an die Pfizer Manufacturing Deutschland GmbH verkaufte Produktionsstätte in Illertissen übernommen. Die R-Pharm Germany GmbH ist Antragssteller für die Zulassung des COVID-19-Impfstoffs Sputnik V in der Europäischen Union. Am 1. Oktober 2021 wurde dem Unternehmen die immissionsschutzrechtliche Genehmigung zur Herstellung von Impfstoffen am Standort Illertissen erteilt.